# Nils Strömbäck
Nils Strömbäck, född 8 maj 1751 Nederkalix, död 6 januari 1789 i S:t Petersburg, var en orgelbyggare i den östra rikshalvan.

## Biografi
Nils Strömbäck föddes 8 maj 1751 i Nederkalix. Han befann sig 1769 i Torneå där M Svalberg samtidigt reparerade orgeln. Sannolikt fick han också inflytande av Gren & Stråhles orglar i Haparanda och Nedertorneå. Han var elev till organisten Henric Kahelin år 1774 i Gamlakarleby. Han besökte Närpes 1775 där han utökade en orgel byggd av Olof Hedlund med en eller eventuellt två stämmor. Samma år blev han organist i Kristinestad, Finland. Han var en skicklig musiker som imponerade med sin musikalitet.
Han inlämnade två förslag på orglar till magistraten. Den mindre om 8 stämmor kom att byggas i Kristinestad. Som en del av hans erbjudande skulle han dessutom skulle bli organist i församlingen och önskan om att efter klockaren Sillströms död även få bli klockare i församlingen. Det var ett relativt vanligt förfarande att organisten byggde orgeln för att få uppdraget som organist. För tjänsten i Kristinestad skulle han bygga en orgel till stadens kyrka. Orgeln stod klar redan hösten 1776. Orgeln i Kristinestad finns bevarad och har delvis satts i spelbart skick. 
Familjen hade svårt att klara sig på den lilla lönen i Kristinestad och Strömbäck misstänktes stå bakom att pengar försvann ur kyrkokassan. Detta kunde inte bevisas men ledde till att han vantrivdes i staden.
Han flyttade till Raumo år 1782. Under tiden i Kristinestad byggde han ett mindre orgelpositiv som han tog med sig till Raumo. Där han spelade gratis på detta i kyrkan och lovade utvidga det till 18 stämmor mot ersättning.  Den ståtliga fasaden finns bevarad och uppvisar hans förmåga att bygga högt stående instrument. Han erhöll uppenbarligen ingen lön i Raumo och levde på det som människorna gav åt honom, eftersom han antecknas som urfattig. Redan 1784 vid sonens död finns han antecknsd som förra organisten. 
Själva orgeln visar tecken på att han kände till orgelbyggartrenderna i den västra rikshalvan, speciellt Johan Niclas Cahman. Det har ansetts att han är den sista representanten för Cahmans tradition. Men den stora orgeln väckte debatt eftersom man var tvungen ta bort bänkar för att den skulle få plats och detta rubbade bänkordningen i kyrkan.
Strömbäck reagerade tydligen starkt och kom också i Raumo i strid med beslutsfattarna. När han förvägrades nyckeln till kyrkan lät han hugga ut en egen dörr till läktaren. Stridigheterna kring rätten att använda orgeln gick ända till kungs och 1786 beviljades rätt att spela på denna orgel. Också tvisterna kring arvodet för orgeln avgjordes till Strömbäcks fördel, men han hade då redan dragit bort från Raumo och kriget med Ryssland hade brutit ut.  Han flyttade i september 1786 till S:t Petersburg där han var kantor och organist i S:ta Katarina svenska församling, tills han plötsligen dog i slag den 6 januari 1789. Redan år 1785 hade den nioåriga sonen Nils Henric flyttat ensam till S:t Petersburg. Med till S:t Petersburg flyttade också styvdottern Johanna Catharina Strömbäck medan hustrun och styvdotterns dotter blev kvar i Raumo. Styvbottern var gift Finnonius/Fennonius men blev tidigt änka och använde vid flytten till S:t Petersburg namnet Strömbäck.
Han sökte den kombinerade tjänsten som musikdirektör och domkyrkoorganist i Åbo efter Carl Petter Lenningh. Men fick inte denna tjänst.
Av orgeln i Raumo finns endast träfasaden bevarad.
Han sammanställde en koralbok till den svenska och finska psalmboken. På 1700-talet hölls ännu varje söndag gudstjänster på svenska för den mycket heterogena svenska befolkningen, som bestod av ståndspersoner, tjänstemän och pigor, drängar, sjömän och fiskare. Psalmböckerna var gemensamma för hela det svenska riket. Efter den svenska delen anges årtalet 1787. Därefter kommer den finska delen, som uppenbarligen blev klar senare. Strömbäck anger många sångvariationer på svenska från Raumo, Euraåminne, Björneborg och Kristinestad. Den finska delen är den andra koralboken på finska. Han är den första som kallar sig orgelbyggare i Finland

## Familj
Han gifte sig 4 april 1774 i Gamlakarleby med Christina Tocklin, född 1 april 1744 i Gamlakarleby, död 
20 december 1809 i Raumo.
Barn: Nils Gustav född 29 december 1774 död 17 januari 1775 i Gamlakarleby 
Under tiden i Kristinestad föddes barnen:
- Nils Henric 17 januari 1776, flyttat till S:t Petersburg 1785
- Clara Christina 31 maj 1778, dog 5 mars 1781
- Elsbetha Sophia 11 november 1780, dog 5 december1780

I Raumo föddes :
- Johan 20 juni 1783, dog 18 november 1784

## Orglar
Egna orgelbyggen
- 1775–1776 Ulrika Eleonora kyrka, Kristinestad
- Raumo kyrka

### Övriga
Medverkan vid andra orgelbyggen
- 1774 Pedersöre kyrka, trolig medverkan vid uppbyggnad av resterna av förstörd orgel vid ryska härjningar.[9]
- 1775 Närpes kyrka (utökade Hedlunds orgel)